# Andreu Grau Fontanals
Andreu Grau Fontanals (Terrassa, 1973) és un escriptor català. És llicenciat en Història i treballa com a documentalista a la Universitat Autònoma de Barcelona. Col·labora en la publicació digital de cultura Núvol. També és membre del jurat del Premi Ciutat de Terrassa Anna Murià de contes. L'any 2024 guanya el 33è Premi Ferran Canyameres de novel·la amb l'obra Travessa el buit.

## Obres
- Les desventures d’Arquímedes Cadavall (2013).[4][5][6] Hi retrata d’una manera diàfana i enlluernadora una generació desencisada i que, malgrat tot, lluita per retrobar-se amb els valors més elementals: la família, l’autenticitat i la pertinença al propi lloc.[7]
- Ni aquesta tarda ni cap altra (2016).[8][9][10][11]El protagonista, Albert Marco, du una vida reduïda a la mínima expressió: treballar a un banc en una feina poc gratificant, intentar trobar parella (o relacions efímeres) per internet, sortir a córrer pel barri, visitar els pares, pagar la hipoteca, suportar les retencions habituals… Però tota vida té turbulències: una ocupa en un pis del banc li complica l'existència, el seu germà vindrà a viure amb ell, una antiga nòvia tornarà a mirar-se’l, els pares el sorprendran amb activitats insòlites…
- Les ales de l'arna (2021).[12][13][14]En una Barcelona crepuscular, Emil Julià tracta de fer-se un nom com a terapeuta espiritual. Els seus mètodes dubtosos i les seves intencions poc clares es veuen refrenats per una estranya malaltia. L’aparició d’una dona misteriosa, l’Ariadna, portarà Emil a enfrontar-se amb els seus fantasmes.
- Les fulles mortes (2023).[15][16][17]A principis dels 80 del segle xx, a Terrassa, el jove Bernat Vallès escriu cartes a la seva tieta, una bohèmia viatgera, per explicar-li els canvis que passen a la seva vida: la mort de la seva mare, el tancament del vapor industrial on viu, la separació de la família burgesa que l’acull, la seva passió per llegir i escriure. I especialment, la descoberta de fets que es van esdevenir durant la guerra a la rereguarda. Les fulles mortes narra, amb una mirada fresca i vital, un moment en la vida d’una ciutat que molts lectors reconeixeran.